# Unión Europea de Triatlón
La Unión Europea de Triatlón (en inglés, European Triathlon Union, ETU) es la organización que se dedica a regular las normas del triatlón a nivel europeo, así como de celebrar periódicamente competiciones y eventos. Es una de los cinco federaciones continentales que conforman la Unión Internacional de Triatlón (ITU).
Fue fundada en 1984. Su actual Presidente es Renato Bertrandi de Italia.

## Disciplinas
La ETU organiza actualmente competiciones en las disciplinas siguientes:
| Nombre*           | Evento 1        | Evento 2                  | Evento 3             |
| ----------------- | --------------- | ------------------------- | -------------------- |
| Acuatlón          | 2,5 km carrera  | 10 km natación            | 2,5 km carrera       |
| Duatlón           | 10 km carrera   | 40 km ciclismo            | 5 km carrera         |
| Duatlón L.D.      | 20 km carrera   | 120 km ciclismo           | 10 km carrera        |
| Triatlón          | 1,5 km natación | 40 km ciclismo            | 10 km carrera        |
| Triatlón L.D.     | 3,8 km natación | 180 km ciclismo           | 42,2 km carrera      |
| Triatlón invernal | 8 km carrera    | 12 km ciclismo de montaña | 10 km esquí de fondo |

- (*) –  L.D. = larga distancia

## Eventos
La ETU tiene como misión organizar y coordinar numerosas competiciones de triatlón a nivel internacional, entre las que destacan:
- Torneo de triatlón en los Juegos Olímpicos
- Campeonato Europeo de Triatlón
- Campeonato Europeo de Triatlón de Larga Distancia
- Campeonato Europeo de Duatlón
- Campeonato Europeo de Duatlón de Larga Distancia
- Campeonato Europeo de Acuatlón
- Campeonato Europeo de Triatlón Invernal

## Organización
La estructura jerárquica de la unión está conformada por el presidente, el Comité Ejecutivo, el Cuerpo Técnico y el Congreso.

### Presidentes
| N.º | Periodo     | Nombre                   | País          |
| --- | ----------- | ------------------------ | ------------- |
| 1   | 1984 – 1987 | Joop van Zanten          | Países Bajos  |
| 2   | 1987 – 1990 | Jef Konings              | Bélgica       |
| 3   | 1990 – 1994 | Tom O'Donnell            | Irlanda       |
| 4   | 1995 – 2002 | Didier Lehénaff          | Francia       |
| 5   | 2002 – 2008 | Marisol Casado Estupiñán | España        |
| 6   | 2008 – 2012 | Philip Schädler          | Liechtenstein |
| 7   | 2012 –      | Renato Bertrandi         | Italia        |

### Federaciones nacionales
En 2011 la ETU cuenta con la afiliación de 43 federaciones nacionales.
| N.º | País                 | Federación                                      | Página web                                             |
| --- | -------------------- | ----------------------------------------------- | ------------------------------------------------------ |
| 1   | Alemania             | Deutsche Triathlon Union                        |                                                        |
| 2   | Andorra              | Federació Andorrana de Triatló                  |                                                        |
| 3   | Austria              | Österreichischer Triathlonverband               |                                                        |
| 4   | Bélgica              | Federación Belga de Triatlón y Duatlónn         |                                                        |
| 5   | Bielorrusia          | Federación Bielorrusa de Triatlón               |                                                        |
| 6   | Bosnia y Herzegovina | Asociación de Triatlón de Bosnia y Herzegovina  |                                                        |
| 7   | Bulgaria             | Federación Búlgara de Triatlón                  |                                                        |
| 8   | Chipre               | Federación Chipriota de Triatlón                |                                                        |
| 9   | Croacia              | Hrvatski triatlón savez                         |                                                        |
| 10  | Dinamarca            | Dansk Triathlon Forbund                         |                                                        |
| 11  | Eslovaquia           | Slovenská triatlonová únia                      |                                                        |
| 12  | Eslovenia            | Triatlonska zveza Slovenije                     |                                                        |
| 13  | España               | Federación Española de Triatlón                 |                                                        |
| 14  | Estonia              | Eesti Triatloni Liit                            |                                                        |
| 15  | Finlandia            | Suomen Triathlonliito                           |                                                        |
| 16  | Francia              | Fédération Française de Triathlon               |                                                        |
| 17  | Gibraltar            | Asociación de Triatlón de Gibraltar             |                                                        |
| 18  | Grecia               | Federación Helénica de Triatlón                 |                                                        |
| 19  | Hungría              | Magyar Triatlón Szövetség                       |                                                        |
| 20  | Irlanda              | Triathlon Ireland                               |                                                        |
| 21  | Israel               | Asociación Israelita de Triatlón                |                                                        |
| 22  | Italia               | Federazione Italiana Triathlon                  |                                                        |
| 23  | Letonia              | Latvijas Triatlona Federācija                   |                                                        |
| 24  | Liechtenstein        | Triathlon Verband des Fürstentums Liechtenstein |                                                        |
| 25  | Lituania             | Lietuvos triatlono federacija                   |                                                        |
| 26  | Luxemburgo           | Fédération Luxembourgeoise de Triathlon         |                                                        |
| 27  | Macedonia del Norte  | Federación de Triatlón de Macedonia             |                                                        |
| 28  | Malta                | Asociación Maltesa de Triatlón                  |                                                        |
| 29  | Moldavia             | Federación Moldava de Triatlón                  |                                                        |
| 30  | Mónaco               | Fédération Monégasque de Triathlon              |                                                        |
| 31  | Noruega              | Norges Triathlonforbund                         | Archivado el 6 de octubre de 2009 en Wayback Machine.  |
| 32  | Países Bajos         | Nederlandse Triathlon Bond                      |                                                        |
| 33  | Polonia              | Polski Związek Triathlonu                       |                                                        |
| 34  | Portugal             | Federação de Triatlo de Portugal                |                                                        |
| 35  | Reino Unido          | British Triathlon Federation                    | Archivado el 11 de octubre de 2006 en Wayback Machine. |
| 36  | República Checa      | Český svaz triatlonu                            |                                                        |
| 37  | Rumania              | Federaţia Română de Ciclism şi Triathlon        |                                                        |
| 38  | Rusia                | Federación Rusa de Triatlón                     | Archivado el 10 de agosto de 2017 en Wayback Machine.  |
| 39  | Serbia               | Srpska triatlonska unija                        |                                                        |
| 40  | Suecia               | Svenska Triathlonförbundet                      |                                                        |
| 41  | Suiza                | Swiss Triathlon                                 |                                                        |
| 42  | Turquía              | Türkiye Triatlón Federasyonu                    |                                                        |
| 43  | Ucrania              | Federación Ucraniana de Triatlón                |                                                        |